# Општина Заврч
Општина Заврч (словен. Zavrč) је једна од општина Подравске регије у држави Словенији. Седиште општине је истоимено насеље Заврч.

## Природне одлике
Рељеф: Општина Заврч налази се у источном делу Словеније, у словеначком делу Штајерске. Јужна граница општине је истовремено и државна граница са Хрватском. Општина се већим делом простире у крајње источном делу горја Халозе. Северни део општине се налази у долини реке Драве.
Клима: У општини влада умерено континентална клима.
Воде: Најважнији водоток у општини је река Драва. Сви остали водотоци су мали и њене су притоке.

## Становништво
Општина Заврч је средње густо насељена.

## Насеља општине
| - Белски Врх - Горењски Врх - Горичак - Дреновец - Заврч | - Корењак - Пестике - Туршки Врх - Храстовец |  |

## Додатно погледати
- Заврч